# ゲームパソコン

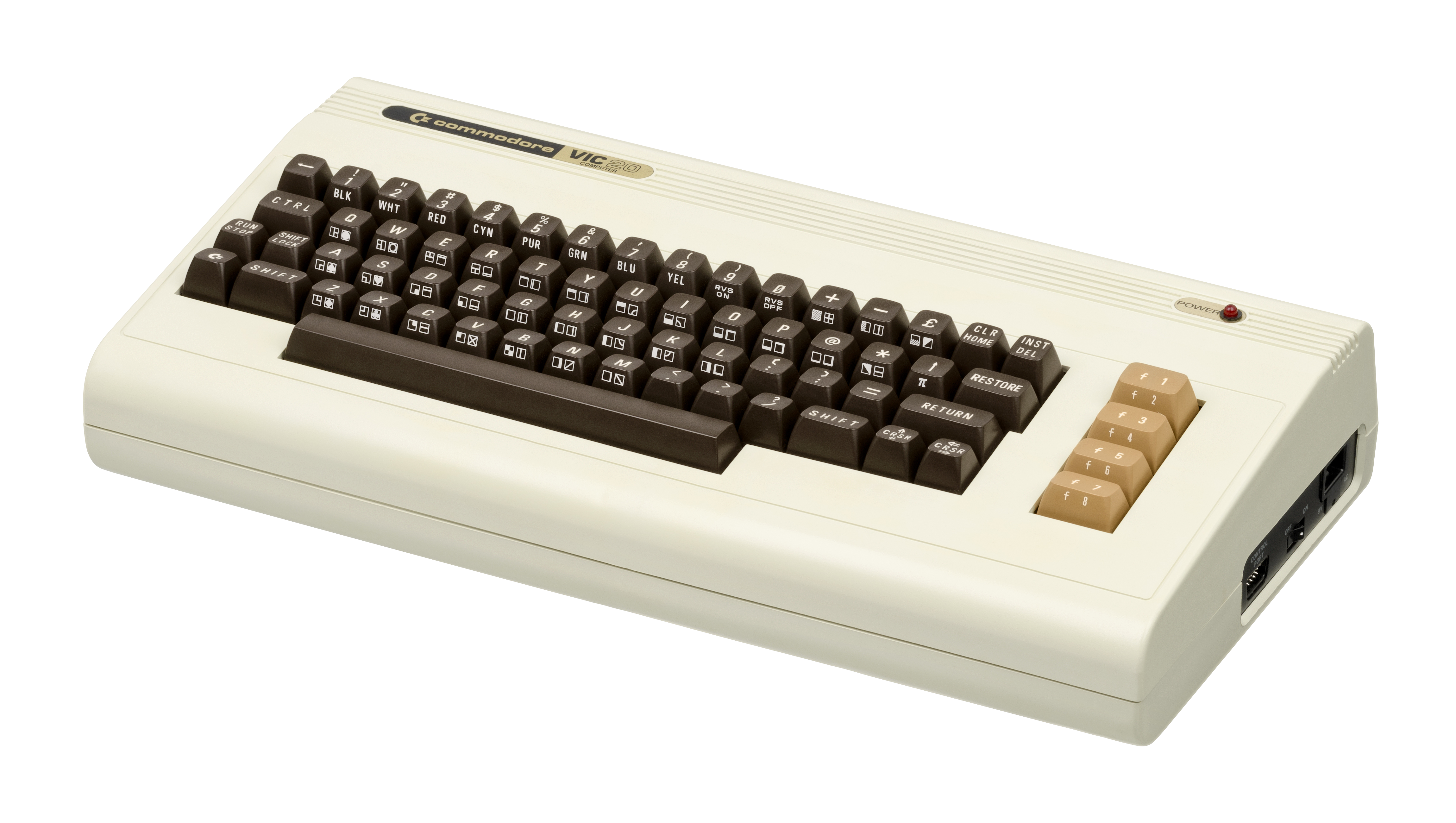
1981年にコモドールが発売した日本国外版のVIC-20

ゲームパソコン(Gaming computer)は、コンピューターゲームの実行に特化したパソコンであり、1979年頃から1992年頃普及していた。リアルタイムでの描写を主体とするものが要求する機能や性能を備える。古くは専用のアーキテクチャーに基づいていた。

## 概要
いわゆるゲームパソコンと呼ばれるコンピューター群は、一般ユーザー向けのパーソナルコンピュータのうち、コンピューターゲームに特化した製品群であるが、さらに言えばアクションゲームやシューティングゲームないしリアルタイムストラテジーのような画面表示にある程度の高速演算処理を必要とするようなコンピューターゲームの実行に特化した製品である。他方では家庭向けのゲーム機（コンシューマーゲーム）のようにゲームの実行を専門とするコンピュータ製品も存在しているが、ゲームパソコンとした場合にはパーソナルコンピュータの機能を拡張する方向でコンピュータゲームの実行に特化している。
今日ではゲーミングPCと呼ばれる製品群がそれにあたるが、かつて家庭向けのパーソナルコンピュータが、その実としてホビーパソコンとして、趣味や楽しみを提供するための、言い換えれば実利面はあまり一般ユーザーより求められていなかった時代に、コンピュータゲームの実行に特化した製品群が存在しており、それらはメーカー自らゲームパソコンと銘打って製造・販売していた。本項では主にそのような時代の古いコンピューター製品について説明する。
現行のファーストパーソン・シューティングゲームやサードパーソン・シューティングゲームおよびレースゲームといったものからバーチャル・リアリティのような映像表現で3次元コンピュータグラフィックスを高速で処理し表示する必要があるため表示機能を含む各種性能の高性能化著しい分野についてはゲーミングPCの項を参照してほしい。

## 黎明期におけるゲームパソコン
現行のPC/ATやDOS/Vのアーキテクチャーを出発点とするPC/AT互換機では必要なモジュール追加や交換で対応できる面から他製品との境界は不明瞭化しているが、かつて8ビットパソコンなどパソコンがその各々で独自アーキテクチャーを持ち販売競争をしていた時代には、ゲーム実行環境の優位性で市場拡大を目指した製品も見られる。なお日本では同時代には、ホビーユースも含め圧倒的なシェアを誇っていたパソコン御三家と呼ばれたメーカーの製品は、ゲーム実行に特化した製品ではなく、むしろゲーム実行には不利な側面もあった。またMSXに代表される比較的廉価な設計のコンピューターは、その販売ターゲットが低年齢層に向いていることもあり、多くがゲーム実行にも有利な機能が搭載されていた。
日本のパソコンの歴史は1978年9月に発売された日立のベーシックマスターより始まる。当時はパソコンは非常に高価で、例えば初代ベーシックマスターMB-6880の本体のみの値段は当時の定価で、188000円、モニター、キーボード、などの周辺機器が揃っている機種に至っては60万円以上（現在の金額だと約100万円前後）と高嶺の花であり、そのため、1980年代は使用用途をゲームにしぼり、価格を低く抑えたゲームパソコンが各社から発売され、ある程度人気を博し普及した。しかし1990年代から技術が飛躍的に進歩し、高性能パソコンの価格が下がってくると、ゲームパソコンの存在意義はなくなり、徐々に市場より姿を消していった。ゲームパソコンはゲーム機としての特徴とパソコンとしての特徴を併せ持つ。ゲーム機での分類は第3世代になる。ゲームパソコンの特徴は以下の通りである。
- パソコン専用のRGBモニターは必要なく、家庭用テレビ受像機に接続して使う。
- カートリッジスロットを搭載し、ゲームはROMカートリッジで提供された。
- 本格的なキーボードではなくゴム製のチクレットキーボードなどの簡素なキーボードを搭載する。ゴム製のものはその押下の感触などから、当時は俗に「消しゴムキーボード」とも呼ばれた。
- コントローラ端子を装備し、ジョイスティック等が接続できる。
- シューティングゲームやアクションゲームを作りやすい様、スプライト機能を持っていた。
- BASIC言語はグラフィックやサウンドに関する命令が強化されている一方で、実数演算やデータ処理に関する命令が省略されている。
- 価格は10万円以下に設定され、本格的なコンピューターに比べ安価に販売され入手しやすかった。

なお、関連する語にはホビーパソコンという用語も存在するが、ホビーパソコンはその解像度や、性能から、ゲーム以外にもデータベース、絵画、音楽、ワープロ、年賀状作成などより汎用性の高いものである。ゲームパソコンでは主記憶装置、並びに補助記憶装置の容量や、表示解像度などの制限から、実用になる用途が限定される傾向にある。

### 同時代のゲームパソコン
上記特徴を全てそなえていない機種もあるが、一般的には下記のパソコンが当時ゲームパソコンに分類されていた。
- NEC PC-6001
- コモドール VIC-1001(VIC-20)
- SORD M5
- カシオ PV-2000
- 松下電器等各社 MSX1/MSX2 - 共通企画のため、ハイエンドを担う製品も発売された。また、カシオのMX-10等がゲームパソコンに分類される機種でもキーボード以外はハイエンド機と同等性能に拡張可能。

以下は海外でゲームパソコンと広く認知されている機種。
- アタリ ATARI400/ATARI800
- コモドール コモドール64
- シンクレア ZX Spectrum

これら、ローエンドに位置するパーソナルコンピュータのほか、下記のように、玩具の販売チャネル、並びに、ゲーム機の拡張機器として、同様の機能を持たせる製品も発売された。
- コモドール マックスマシーン
- トミー（後のタカラトミー） ぴゅう太
- バンダイ RX-78 GUNDAM
- セガ SC-3000
- 任天堂 ファミリーベーシック - ファミリーコンピュータにつないで使用する。ゲーム製作に特化したBASICカートリッジ、キーボードにより構成され、本体の持つゲームに特化された機能を利用することが出来た。